# Oxydia cubana
Oxydia cubana är en fjärilsart som beskrevs av W. Warren 1906. Oxydia cubana ingår i släktet Oxydia och familjen mätare. Inga underarter finns listade i Catalogue of Life.